# Calvin Jong-a-Pin
Calvin Jong-a-Pin (Amsterdam, 18 luglio 1986) è un ex calciatore olandese, di ruolo difensore.

## Palmarès

### Club

#### Competizioni nazionali
- Coppa dei Paesi Bassi: 1

Heerenveen: 2008-2009

### Nazionale
- Campionato d'Europa Under-21: 1

2007